# Domínium (Star Trek)
A Domínium a Star Trek-univerzumban egy magukat Alapítóknak nevező, alakváltó faj által irányított, hatalmas Gamma kvadráns-beli hatalom. Felépítése hasonló a Föderációéhoz, de itt a fajokat nem a közös érdek hozza össze, hanem a Domínium hadereje.

## Társadalom

A vorta Weyoun néhány jem'hadar katonával

A Domínium államfői az Alapítók, az ő alárendeltjeik a genetikailag fejlesztett vorta és jem'hadar, akik istenként tekintenek rájuk, azért élnek, hogy az Alapítókat szolgálják. A vorták a Domínium diplomatái, ők folytatják a tárgyalásokat az idegen fajokkal, és ők irányítják a jem'hadart. A jem'hadar az Alapítók által mesterséges létrehozott faj, akik harcra lettek teremtve, ők a Domínium katonái.
Bár a Domínium kívülről megbonthatatlanul egységesnek tűnik, volt némi belső ellentét, főként a vorta és a jem'hadar között. A két Alapítókat szolgáló faj tagjai alig leplezett megvetéssel tekintenek egymásra, így a jem'hadar csapatok és a vorta felügyelők között eléggé kényes egyensúly áll fent. Volt, hogy egyedül az Alapítók iránt közös hűség és engedelmesség volt az egyetlen, ami névleges békét tartott fent, de gyakran a vortát csak a fehér ketracel feletti rendelkezése tartotta csak életben. Bár nagyon ritka, de nem ismeretlen, hogy egy-egy jem'hadar csapat megölte az őket felügyelő vortát. A két faj próbálta fenntartani az egység látszatát, de ez egyénenként változó volt: néhány vorta, mint például Keevan hamis szülői gondoskodással bánt a csapataival, míg Weyoun 4-et láthatóan nem érdekelte a jem'hadar jóléte.

## Történelem
A Domínium az időszámításunk szerinti negyedik században alakult meg, mikor az Elcseréltek megérkeztek a jelenlegi bolygójukra az Omarion-Csillagködben. Az Alapítók azért hozták létre, hogy megvédjék magukat a szilárd lények ellen. Az egyikük úgy fogalmazott, hogy "Amit uralnak, az nem bánthatja őket".
|  | Alább a cselekmény részletei következnek! |

### Kapcsolatfelvétel az Alfa kvadránssal

Quark, Sisko és Eris a jem'hadar fogságában

2370-ben, a Bajori féregjárat felfedezésekor kerültek kapcsolatba először a Föderációval, akik a féregjáraton keresztül kutató-csoportokat küldtek a Gamma kvadránsba. Szemtől szembe először Benjamin Sisko parancsnok találkozott velük, mikor fiával, Jake-kel, Noggal és Quarkkal kutatás céljából egy Gamma kvadránsbeli bolygóra látogattak. Ezen a bolygón találkoztak egy Eris nevű vortával, aki úgy tűnt, menekül. Nem sokkal utána egy csapat jem'hadar katona jelent meg, akik elfogták Quarkot, Siskot és a vortát. Viszonylag könnyedén sikerült megszökniük az őket védő erőtér mögül, miután Quark eltávolította az Eris telepatikus képességeit blokkoló eszközt, és hála a USS Odyssey vezette mentőakciónak, az egyik komp megmentette őket a bolygóról. A mentőakció alatt két jem'Hadar hadihajó támadt rá az Odyssey-re, amit könnyűszerrel megbénítottak, és végső csapásként az egyik jem'Hadar hajó kamikazeként belerepült a föderációs hajóba, ami így megsemmisült. Szerencsére két komp Siskoékkal és a vortával a fedélzetén visszajutott a féregjáratba. Az állomásra érve Quark profitszerzés céljából replikálni akarta az Elise telepatikus képességeit blokkoló nyakörvet, ám tanulmányozása közben rájött, hogy az eszköz valójában csak egy bonyolult zárszerkezet, így a vorta bármikor használhatta volna képességeit. A ferengi azonnal értesítette Siskot. A parancsnok kérdőre vonta Erist, akiről kiderült, hogy be akart épülni az állomásra. Felismerve, hogy lebukott, egy ismeretlen helyre elsugárzott a Deep Space Nine-ról. (DS9 "A Jem'Hadar").
A Domínium nem nézte jó szemmel az Alfa kvadráns expedícióit és a hajók érkezését határsértésnek tekintette, így rengeteget el is pusztított közülük, továbbá megsemmisítette az Új Bajor nevet viselő bajori kolóniát is.
Korábban a Karemmákon keresztül a ferengik kereskedtek a Domíniummal.

### Domínium-háború
A Föderáció a féregjárat védelmére az álcázóberendezéssel ellátott USS Defiantot a DS9 állomáshoz rendelte. Sisko nem sokkal ezután a Gamma Kvadránsba vitte a hajót, hogy megkeressék az Alapítókat. Az álcázott Defiantot a jem'hadar felfedezte és elfoglalta, de Kira és Odo eljutottak az Alapítók bolygójára az Omarion csillagködben. A bolygón aztán kiderült, hogy az Alapítók nem más, mint az elcseréltek, Odo népe, akik a Nagy Láncban egyesülnek. Odo végül nem csatlakozott népéhez, mert ellenezte, hogy fajtársai létrehoztak egy olyan elnyomó rendszert, mint a Domínium. (DS9 "A kutatás I.-II.")

A Domínium flottája

Az Alapítók bolygójának pontos helyét a romulánok is megtudták, hiszen a Defiant álcázójáért cserébe ők információkat kaptak. A romulán és a kardassziai titkosszolgálat, a Tal Shiar és az Obszidián Rend titkos akciót indítottak az Alapítók bolygója ellen. De kiderült, hogy az egész egy hatalmas csapda volt, a romulánok közé beépült elcserélt Luvok ezredes vezette bele a két népet, és a támadó flotta 150 jem'hadar hajóba ütközött. A jem'hadar most is győzelmeskedett. Ezután a klingonok megtámadták Kardassziát, mert attól tartottak, hogy a Detapa Tanácsba Alapítók is beférkőztek. A Föderáció ellenezte a támadást, a klingonok pedig később felbontották a Khitomer egyezményt. Az Alapítók terve alapján az egész Alfa kvadráns politikailag instabillá vált.
Csillagidő 49904.2-kor néhány jem'hadar megtámadta a Deep Space Nine-t, és elloptak néhány szerszámot. Sisko a Defianttal a jem'hadarok után ment, hogy megtorolja a támadást. Félúton találkozott egy sérült jem'hadar hajóval, fedélzetén a vorta Weyounnal, aki elmondta, hogy a támadók lázadó jem'hadarok voltak. A lázadók egy ikóniai átjárót akartak üzembe helyezni, hogy átvehessék a Domínium és a Föderáció irányítását. Sisko beleegyezett abba, hogy segít megállítani a lázadó jem'hadarokat. A közös akció végül sikerrel végződött.
Az Alapítók az Alfa Kvadránsba küldték számos társukat, hogy beépüljenek az államok kormányzatába és nagyobb szervezeteibe. Az egyikük Krajensky föderációs nagykövet képében a Defiant fedélzetén szabotálta a hajót, és átvette az irányítását. A terve az volt, hogy háborút robbant ki a Föderáció és a Tzenkethi között. Odo végül megölte az elcseréltet, és megmentette a hajót, de ezzel ő lett az első elcserélt, aki saját fajtársát bántotta.
Odo az Alapítók anyabolygóján meg is kapta ezért büntetését, elvették tőle alakváltó képességét, és szilárd testbe zárták. Közben elhitették vele, hogy Gowron, a klingonok vezetője is egy elcserélt. Később kiderült, hogy valójában Martok tábornok a beépült Alapító. Nem sokkal ezután Sisko egy gamma kvadránsbeli bolygón felfedezett egy lezuhant jem'hadar hajót, amelyet a Csillagflottának akart elvinni, hogy tanulmányozhassák azt. Nem sokkal később egy másik jem'hadar hajó jelent meg, amelyet a vorta Kilana vezetett. A vorta tárgyalásokat akart a hajó sorsáról, de valójában a fedélzetén lévő Alapítót akarta. Miután az meghalt, a jem'hadarok végeztek magukkal, Sisko pedig elvihette a sérült hajót.
2372-ben Gul Dukat bejelentette, hogy a Kardassziai Birodalom csatlakozott a Domíniumhoz, és ezzel igencsak megváltozott az Alfa Kvadráns helyzete. A jem'hadarok és a Domínium fenyegetése ezzel minden eddiginél közelebbi lett. A klingonok és a Föderáció felújította a Khitomer egyezményt, és immáron két hatalom próbálta megállítani a Domíniumot. Egy elcserélt elfoglalta Dr. Julian Bashir helyét a Deep Space Nine-on, és megpróbálta nóvává változtatni a Bajor napját, de ez végül nem sikerült neki.
A harcok egyre hevesebbek lettek, ezért a Föderáció úgy döntött, hogy le kell zárni a féregjáratot, hogy a Domínium ne tudjon több utánpótlást áthozni. Siskoék aknákat telepítettek a féregjárat körzetébe. Erre Weyoun megfenyegette a kapitányt, hogy amennyiben nem fejezik be az aknazár építését, úgy egy teljes erejű támadással kell számolniuk. Sisko visszautasította Weyount, ezután szinte azonnal megindult a jem'hadar támadása az állomás ellen, amelyet el is foglaltak.
A szövetségesek veszteségei egyre nagyobbak lettek a jem'hadarral szemben. Egész flottákat veszítettek el. A Föderáció Sisko vezetésével, a korábban szerzett jem'hadar hajóval támadást indított egy fehér ketracel gyár ellen, amelyet megsemmisítettek, meggyengítve így a jem'hadarok utánpótlását. A jem'hadar hajó súlyos sérüléseket szenvedett, és később le is zuhant egy bolygóra. A hajó legénységét az ott állomásozó jem'hadarok elfogták. A jem'hadarok sérült vorta felügyelője, Keevan, elmondta, hogy kifogytak a ketracelből, ami nélkül a jem'hadarok mindenki meg fognak ölni. Ezért Keevan egy csapdát állított fel: egy olyan helyre küldi a jem'hadarokat, ahol Siskoék könnyen végezhetnek velük. A Csillagflotta-tisztek végül mindegyik jem'hadart megölték, bár Sisko figyelmeztette egyiküket, de az csak annyit mondott: „Én jem'hadar vagyok, ő vorta, és ez a dolgok rendje.” Keevant a segítségükre siető Martok tábornok segítségével elfogták, és elvitték a bolygóról.
Nem sokkal később a 375-ös csillagbázisról 600 hajós flotta indult meg a Deep Space Nine visszafoglalására. A hatalmas csata végül a szövetségesek győzelmével záródott, és az állomás újra a Föderáció kezére került. Az aknák eltávolítása után 2800 jem'hadar indult meg féregjáraton keresztül az Alfa Kvadráns felé. Sisko a Defianttal a féregjáratba repült, hogy megakadályozza ezt, ami végül a Próféták segítségével sikerült is.
A szövetségesekhez – egy kisebb trükk után – a romulánok is csatlakoztak, és megindult a Chin'Toka rendszer elleni támadás, amelyet meg is nyertek. Eközben Gul Dukat, akit egy pagh-démon megszállt, a Deep Space Nine-on elpusztította a Próféták Kristályát, ami után a féregjárat bezárult. Három hónappal később Sisko kapitány a Küldött Kristályának segítségével újra kinyitotta a féregjáratot.
2374-ben, a Nagy Láncban egy új betegség ütötte fel a fejét. Ez a betegség minden elcseréltet megfertőzött, kivéve Odót. Néhány hónappal később a Breen csatlakozott a Domíniumhoz. A breenek megtámadták a Földet, és a Csillagflotta főhadiszállását is elpusztították. Ezek után a Chin'toka rendszer következett, amelyet a Domínium sikeresen visszafoglalt. Közben Kardassziában felkelés tört ki a Domínium ellen, mire a Domínium erői körülzárták a Kardasszia Egyet, majd a jem'hadar megkezdte a bolygó bombázását. Később megindult a szövetség támadása, melyben a kardassziai hajók is a Domínium ellen fordultak; a szövetségesek a fölénybe kerültek. Az Alapító nem akart meghátrálni, és tovább akarta folytatni a harcot. Csak akkor hívta vissza a hajóit, amikor összekapcsolódott Odóval, aki meggyógyította. Az Alapító beleegyezett, hogy aláírja a békeszerződést, és bíróság elé áll, mint háborús bűnös, cserébe azért, hogy Odo visszatér a Láncba, és meggyógyítja a többi elcseréltet is.
A háborúnak vége! Mindként oldalon igen komolyak a veszteségek, és a 2000 éves Domínium elszenvedte első vereségét. Odo a Láncba való visszatérését követően megpróbálja megváltoztatni az Alapítókat, hogy a Domínium soha többé ne lehessen a kegyetlenség és elnyomás állama. (DS9 "Semmi nem tart örökké")
|  | Itt a vége a cselekmény részletezésének! |

## Domíniumhoz tartozó ismert fajok
- Elcseréltek (más néven Alapítók)
- Vorta
- Jem'Hadar
- Karemma
- Dosi
- Breen (2375)
- Kardasszia (2373-2375)

## Haderő

### Katonaság
A Domínium teljes flottáját a rettegett jem'hadar katonák irányítják, akiket az Alapítók hoztak létre géntechnológia segítségével, kizárólag arra a célra, hogy a Domínium katonái legyenek. Természetüknél fogva lojálisak az Alapítókhoz, és bármit megtennének értük. Létük egyetlen célja az Alapítók szolgálata és a harc. Felettesük a Vorta, a legtöbb jem'hadar hajót egy vorta irányítja. Az Alapítók azért, hogy a jem'hadar katonák ne árulhassák el őket, egy enzim, a fehér ketracel nevű anyag függőjévé tették őket, amit ha nem kapnak meg, meghalnak, így biztosítva a Domínium iránti hűségüket.

### Harci taktika
A Domínium kedvelt taktikája, hogy kezdetben nem vetik be hadi erejüket, inkább kémkedéssel, beépüléssel szereznek információt, és ily módon befolyást szerezzenek egy adott nép felett. Míg a jem'hadar elpusztította az Odysseyt, hogy fitogtassa erejét, addig az Alapítók ezt a beépülő taktikát használták arra, hogy destabilizálják az Alfa kvadránst. Például a Domínium háborút robbantott ki a Klingon Birodalom és a Kardassziai Unió között, majd szövetséget ajánlott Kardassziának, és az így keletkező káosz miatt biztosra vehették, hogy Kardasszia csatlakozik a Domíniumhoz. Így támogatást szereztek, és megvethették a lábukat az Alfa kvadránsban, mielőtt bevetették volna katonáikat.

## Technológia
A háború alatt úgy tűnt, hogy a Domínium technológiája jelentősen meghaladja a legtöbb Alfa kvadránsbeli fajét.
Fézerek és diszruptorok helyett a jem'hadar fegyverek erőteljes polaron sugarat bocsátanak ki. Ezek egyik mellékhatása, hogy a legtöbb humanoid fajra véralvadásgátlóként hat, így gátolva a természetes gyógyulási folyamatot, ezáltal sokkal nagyobb sérülést képes okozni.
A Domínium hajóknak sokkal nagyobb tűzereje van, mint az Alfa kvadráns hajóinak. Minden jem'hadar hajó fel van szerelve polaron-ágyúkkal. Ezek kezdetben érdemleges erőfeszítések nélkül képesek voltak átütni a Föderációs hajók pajzsait, ám később a Deep Space Nine legénységének sikerült megoldást találnia a problémára, így a pajzsok rövid ideig képesek voltak ellenállni a Domínium hajók fegyvereinek. Mire sor került az invázióra a Föderációs hajók pajzsainak nem jelentettek sokkal nagyobb problémát a polaron töltetek, mint bármely más energiafegyverek. A breen hajók egyik legnagyobb előnye a csatatéren egy energiaoszlató fegyver volt, mellyel egyetlen lövéssel képes volt leállítani a Csillagflotta és a romulánok hajóit. Végül a flottamérnökök hatékony védelmet fejlesztettek ki ezen fegyverek ellen is.
Hajtóművek terén fejletlenebbek voltak az alfa kvadránsbeli fajoknál, ugyanis a vadászok csak hetes szubtérfokozatra voltak képesek, míg egy csatahajó maximális sebessége jóval kisebb, 4,7-es fokozat.

## Lásd még
Domínium a Memory Alphán
Domínium a Memory Betán
A Domínium-háború a Memory Alphán
A Domínium-háború a Memory Betán